# 主哭耶京堂
主哭耶京堂（Dominus Flevit，又译为耶稣哀哭耶京堂）是一个天主教教堂，位于橄榄山，正对着耶路撒冷老城。
“Dominus Flevit”，拉丁语直译为“主哭了”，教堂形状似一颗泪珠象征耶稣的眼泪。根据《路加福音》第19章，耶稣走向耶路撒冷的时候，震惊于第二圣殿的美丽，并预测其将来的毁灭和犹太人的离散，当众哀哭。
主哭耶京堂是耶路撒冷最新的教会之一，位于一个古老的遗迹之上。在施工期间，圣殿考古学家发掘出的文物可以追溯到迦南时期，并发现第二圣殿和拜占庭时代的古墓。
直到十字军东征时代之前，耶稣哭泣的位置没有记号。从这个时期开始，人们开始纪念该地点。后来一个小礼拜堂建在该位置。1187年耶路撒冷沦陷后，教堂被毁灭。16世纪初期，一座清真寺或伊斯兰学校在原先教堂的位置建立起来，尽管确切的用途仍有争议。该地方被称为el Mansouriyeh（凯旋）。
方济各会无法得到遗址，因此他们于1891年购买了附近的一小块土地，并建造了一座小礼拜堂。1913年，一座私人住宅建于方济各礼拜堂的前面。最后这家被修女圣约瑟芬所继承，她将之出售非一个葡萄牙女人。1953年，在围墙的修建过程中，工人发掘出古墓。因此该地点被深入挖掘，被发掘出的古墓从晚青铜时代到迦南期间，并发现公元前136年到公元300年的一座公墓。公墓跨越两个不同的时期，呈现出两种不同的陵墓风格。

## 建造

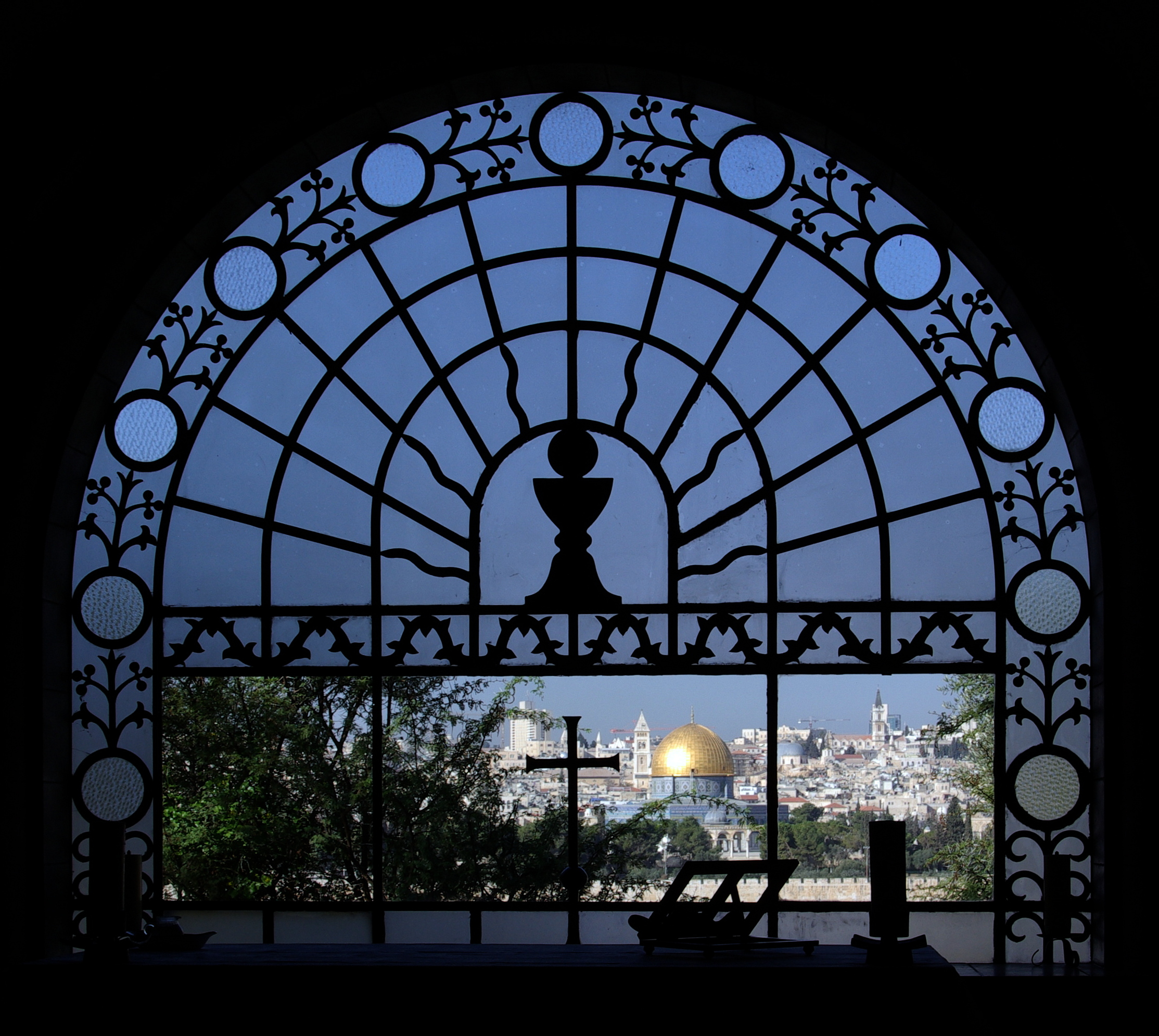
从耶路撒冷主哭耶京堂眺望摩利亚山的景观

现在的教堂建于1953年至1955年。设计师为安东尼奥·巴卢奇。巴卢奇在20世纪上半世纪设计了一些神龛和教堂，在耶路撒冷有很多他的其他作品，如万国教堂、荆冕堂等。